# Lucélia Machiavelli
Lucélia Machiavelli (Conceição da Aparecida, 6 de novembro de 1943), é uma atriz, produtora, diretora e garota-propaganda brasileira.

## Biografia
A princípio dedicou-se aos estudos e ingressou na USP, na faculdade de Letras, de imediato não se identificava, mas, levou adiante e chegou atuar como professora, depois, tentou novas possibilidades como o Turismo , até que tentou teatro,  e se descobriu atriaz através de Myriam Muniz, que ao assistir a um dos meus exercícios dramáticos, revelou que ela era uma atriz. Depois, de seguir as orientações da mestra, ingressou na Escola de Arte Dramática também na USP e encontrou sua verdadeira vocação.
Em 1973, estreou no teatro nas peças: A Morta de Oswald de Andrade, dirigida por Emílio Di Biasi e em Os Pequenos Burgueses de Máximo Gorki, cuja direção foi de Eugênio Kusnet. No ano de 1974, também atuou na peça A Casa de Bernarda Alba de Federico García Lorca, na ocasião dirigida por Carlos Alberto Soffredini, e no mesmo ano fez parte do elenco da peça de Bertolt Brecht, chamada O Círculo de Giz Caucasiano e dirigida por Jonas Bloch.
No ano de 1975, fez parte do elenco do espetáculo O Homem e o Cavalo, de Oswald de Andrade, novamente sob a direção de Emílio Di Biasi, também esteve em outra peça dirigida por Carlos Alberto Soffredinina, chamada de Rashomon-Yabo-No-Naka, do autor Ryunosuke Akutagawa. Entre outros espetáculos, fez uma participação no filme Colegiais e Lições de Sexo em 1980, escrito e dirigido por Juan Bajon. Na televisão estreara na primeira novela, exibida pela TV Bandeirantes, em O Meu Pé de Laranja Lima, viveu a  Estefânia, mãe do protagonista, personagem Zezé
Além de artista e exerceu a função de professora pela Secretaria de Cultura do Estado de São Paulo, formada pela Escola de Arte Dramática (EAD), foi vencedora do "Prêmio Coca-Cola de Teatro Jovem". Com trajetória ao lado de vários diretores, fez parte do elenco de "Macunaíma"  sob a direção de Antunes Filho; no cinema atuou em A Marvada Carne; na televisão, atuou no "Telecurso Segundo Grau" e "Som Brasil" (TV Globo). Como diretora esteve  em vários espetáculos em oficinas patrocinadas pela Secretaria de Estado da Cultura; atuou como orientadora artística do "Projeto Ademar Guerra".
No cinema, atuou em vários filmes como De Passagem (2003); De Cara Limpa (2000); Das Tripas Coração (1982); O Homem do Pau-Brasil (1982). Em outros trabalhos de televisão destacam-se as novelas como O Rei do Gado (1996); Floradas na Serra (1981); o programa "Você Decide" (1994). No teatro, em O Teatro de Sombras de Ofélia, com o grupo Satyros esteve em Inocência (2007); Versos na Bagagem (2008); em 2009, com a peça Melhor Não Incomodá-lae com participação no filme "Amanhã Nunca Mais"; em 2010; atuou no curta metragem "Avós", que foi selecionado para integrar a mostra Generation do 60º Festival de Cinema de Berlim. e foi premiada como Melhor Atriz Coadjuvante, empatada com Gessy Fonseca.

## Vida Pessoal
Mãe de Fernanda e Natália, desde 1996 era voluntária da Associação Brasil SGI (BSGI) e associada a partir de 2001, e conheceu a a filosfia humanista  quando conheceu, em 1996, o ator Francisco Carvalho, com quem fez novela “O Rei do Gado”, interpretando um casal, faz parte de uma oficina voltada para dependentes químicos em recuperação no CRATOD

## Carreira

### Televisão
| Ano       | Título                      | Personagem           | Notas                             |
| --------- | --------------------------- | -------------------- | --------------------------------- |
| 2025      | Beleza Fatal                | Dona Janete          |                                   |
| 2019      | Segunda Chamada             | Mãe de Carlos        | Episódio: "11"                    |
| 2015      | Cúmplices de um Resgate     | Evangélica           |                                   |
| 2012-2018 | Os Velhinhos se Divertem    | Várias personagens   | Quadro do Câmeras Escondidas      |
| 2006      | Sorria, Você Está na Record | Várias personagens   |                                   |
| 2005      | Senta Que Lá Vem Comédia    | —                    | Episódio:" O, Caçarola"           |
| 2004      | Meu Cunhado                 | Mãe de Vassourinha   | Episódio: "Muke Tyson"            |
| 2002      | Marisol                     | Maria Bonita Silvano |                                   |
| 1997-2001 | Topa Tudo por Dinheiro      | Várias personagens   | Quadro: "Câmeras Escondidas"      |
| 1998      | Fascinação                  | Irmã da Maternidade  | Participação Especial             |
| 1997      | Os Ossos do Barão           | Florista             |                                   |
| 1997      | A Sétima Bala               | —                    |                                   |
| 1996      | O Rei do Gado               | Geni                 |                                   |
| 1994      | Você Decide                 | —                    | Episódio: " Anjos Marginais"      |
| 1994      | Você Decide                 | —                    | Episódio: " A Bolsa ou a Vida"    |
| 1988      | Chapadão do Bugre           | —                    |                                   |
| 1982      | O Coronel e o Lobisomem     | Julita Matoso        |                                   |
| 1982      | Caso Verdade                | —                    | Episódio: "O Menino dos Milagres" |
| 1981-1985 | Telecurso 2º Grau           | Vários Personagens   |                                   |
| 1981-1985 | Telecurso 1º Grau           | Vários Personagens   |                                   |
| 1981      | Floradas na Serra           | Mãe de Firmina       |                                   |
| 1980      | O Meu Pé de Laranja Lima    | Estefânia            |                                   |

### Cinema
| Ano  | Título                     | Personagem            | Notas          |
| ---- | -------------------------- | --------------------- | -------------- |
| 2025 | Uma Advogada Brilhante     | Dona Nena             | [ 15 ]         |
| 2023 | TPM! Meu Amor              | Tia Rita              |                |
| 2017 | Seja Bem-Vindo!            | Olivina               | Curta-metragem |
| 2016 | Sinfonia da Necrópole      | Dona Giovana Zucoloto |                |
| 2015 | Superpai                   | Dona Sônia            |                |
| 2014 | Vão Livre                  | Mãe                   | Curta-metragem |
| 2013 | Sem Alma                   | Enfermeira            | Curta-metragem |
| 2011 | Aurora                     | Iracema               | Curta-metragem |
| 2011 | Trabalhar Cansa            | Adelaide              |                |
| 2010 | Reencontro                 | —                     | Curta-metragem |
| 2010 | Decreto Fúnebre            | Clotilde              | Curta-metragem |
| 2009 | Avós                       | Babe                  | Curta-metragem |
| 2003 | De Passagem                | Mercedes              |                |
| 2001 | Sonhos Tropicais           | Enfermeira Wilma      |                |
| 2000 | De Cara Limpa              | Janete                |                |
| 1985 | A Marvada Carne            | Nhá Tomasa            |                |
| 1984 | Juventude em Busca de Sexo | Cozinheira            |                |
| 1983 | Doce Delírio               | —                     |                |
| 1983 | Divina Previdência         | —                     | Curta-metragem |
| 1983 | Bacanal de Colegiais       | —                     |                |
| 1982 | O Homem do Pau-Brasil      | Mãe de Dorothéia      |                |
| 1982 | Das Tripas Coração         | Cantora               |                |
| 1981 | A Noite das Depravadas     | Mulher da briga       |                |
| 1980 | Colegiais e Lições de Sexo | Cafetina              |                |

### Internet
| Ano  | Título              | Personagem | Nota                         |
| ---- | ------------------- | ---------- | ---------------------------- |
| 2024 | Embrulha pra Viagem | Dona Vanda | Episódio: "Burrão e o Tênis" |

## Teatro[18]
- 2017 - Tempo de Viver[19]
- 2009 - Melhor Não Incomodá-la[9]
- 2008 - Versos na Bagagem[9]
- 2008 - Violão, Viola e Outras Cordas
- 2007 - Inocência[9]
- 2006 - Ai, Caçarola[20]
- 2002 - Versos na Bagagem - Adélia Prado[21]
- 2000/2001 - Estrela Negra - Supervisão de Direção
- 1999 - Swing
- 1997/1998 - O Teatro de Sombras de Ofélia - Ofélia[22]
- 1994 - Clube da Tempestade[23]
- 1989 - Sigilo Bancário
- 1986 - A Feira do Adultério[24]
- 1983 - Um Gosto de Mel - Nena[25]
- 1982/1983 - Mural Mulher
- 1982 - Nelson Rodrigues, o Eterno Retorno
- 1982 - Nelson 2 Rodrigues - (EUA/Europa/México)
- 1982 - Macunaíma - (EUA/Europa/México)[26]
- 1982 - Macunaíma[26]
- 1981 - Um Gosto de Mel - Nena, além da Produção[27]
- 1981 - Nelson Rodrigues, o Eterno Retorno[28]
- 1981 - Nelson Rodrigues, o Eterno Retorno - (Venezuela/Inglaterra)
- 1980 - Macunaíma[26]
- 1979 - Orquestra de Senhoritas - Leone[29][30]
- 1978/1979 - Macunaíma[26]
- 1978 - Cartas Chilenas[31]
- 1977 - O Processo  - Leny/Vizinha[32]
- 1976 - O Alvinho da Mira - Janda
- 1975 - Rashomon-Yabo-No-Naka
- 1975 - O Homem e o Cavalo - Garça/Madame Icar/Cleópatra/Walkiria/Cavalo[33]
- 1974 - O Círculo de Giz Caucasiano
- 1974 - A Casa de Bernarda Alba
- 1973 - Os Pequenos Burgueses
- 1973 - A Morta

## Prêmios e indicações
| Ano  | Prêmio                           | Categoria                | Trabalho                      | Resultado | Ref    |
| ---- | -------------------------------- | ------------------------ | ----------------------------- | --------- | ------ |
| 2010 | Mostra de Curtas Kinopheria      | Melhor Atriz Coadjuvante | Avós                          | Venceu    | [ 11 ] |
| 1997 | Prêmio Coca-Cola de Teatro Jovem | Melhor Atriz             | O Teatro de Sombras de Ofélia | Venceu    | [ 9 ]  |